# Dicranomyia (Pseudoglochina) ponapensis
Dicranomyia (Pseudoglochina) ponapensis is een tweevleugelige uit de familie steltmuggen (Limoniidae). De soort komt voor in het Australaziatisch gebied.